# Арношт Мука
Арношт Мука (н. -луж. Arnošt Muka, нім. Ernst Mucke; нар. 10 березня 1854, с. Вульки-Восик, Лужиця — 10 жовтня 1932, Баутцен, Німеччина) — серболужицький педагог, громадський діяч і славіст. Засновник Серболужицького музею і Серболужицького будинку в Баутцені.

## Біографія
Вважається одним з найвидатніших серболужицьких гуманістів XIX і XX століть, які значно посприяли розвитку лужицької національної свідомості. У 1874—1879 рр. навчався в Лейпцизькому університеті, де вивчав класичну філологію і славістику. 1875 року організував перший молодіжний літній табір-фестиваль для лужицьких гімназистів під назвою «Схадзованка». З 1879 р був учителем в Циттау (Жітава), а пізніше в гімназії в Баутцені (Будишин). З юного віку став брати участь в лужицькому культурному і науковому русі. Член Societas Slavica Budissenensis, а також Матиці Сербської.
У 1882-86 рр. був редактором журналу Łuzica, а в 1884—1932 рр. редагував «Časopis Maćicy Serbskeje» (Журнал Матиці Сербської). На сторінках цього журналу в 1884—1886 рр. він публікував демографічніі дослідження «Statistika Łužiskich Serbow», в якому представив статистичні дані про кількість, розселення, соціальну структуру та рівні освіти лужицьких сербів.
Завдяки його рішучості і організаторським талантам вдалося в 1904 році відкрити Серболужицький будинок в Баутцені. Крім того, Мука намагався організувати серболужицький музей. Був членом ряду академій і наукових товариств (в тому числі обраний членом-кореспондентом Петербурзької Академії наук). Подорожуючи по Лужиці, проводив дослідження мови, фольклору і культурної спадщини лужичан. Був автором безлічі наукових робіт, які сильно вплинули на лужицьку інтелігенцію. Виступав проти германізації. Двічі німецька влада відправляла його на заслання углиб Німеччини за націоналістичну діяльність.
Похований на Тухорському кладовищі в Будішині.

### Наукова спадщина
- Szczątki języka połabskiego Wendów Luneburskich, [in:] Materiały i prace Komisyi językowej Akademii Umiejętności w Krakowie, t. I, Kraków 1904 s. 313—569.
- Historische und vergleichende Laut — und Formenlehre der niedersorbischen (niederlausitzisch — wendischen) Sprache, Lipsk 1891
- Słownik dolnoserbskeje rěcy a jeje narěcow, St. Petersburg — Praga 1911
- Statistika łužiskich Serbow, 1980. На основі цієї роботи в сучасній Німеччині були визначені межі культурно-територіальної автономії «Лужицька поселенська область».